# Ландскруна (комуна)
Комуна Ландскруна (швед. Landskrona kommun) — адміністративно-територіальна одиниця місцевого самоврядування, що розташована в лені Сконе у південній Швеції.
Ландскруна 268-а за величиною території комуна Швеції. Адміністративний центр комуни — місто Ландскруна.

## Населення
Населення становить 42 423 чоловік (станом на вересень 2012 року). 
| Кількість населення комуни Ландскруна за 1970-2010 роки | Кількість населення комуни Ландскруна за 1970-2010 роки | Кількість населення комуни Ландскруна за 1970-2010 роки | Кількість населення комуни Ландскруна за 1970-2010 роки | Кількість населення комуни Ландскруна за 1970-2010 роки |
| ------------------------------------------------------- | ------------------------------------------------------- | ------------------------------------------------------- | ------------------------------------------------------- | ------------------------------------------------------- |
| Рік                                                     |                                                         |                                                         | Населення                                               |                                                         |
| 1970                                                    | 1970                                                    |                                                         | 37 690                                                  | 37 690                                                  |
| 1975                                                    | 1975                                                    |                                                         | 38 409                                                  | 38 409                                                  |
| 1980                                                    | 1980                                                    |                                                         | 36 493                                                  | 36 493                                                  |
| 1985                                                    | 1985                                                    |                                                         | 35 302                                                  | 35 302                                                  |
| 1990                                                    | 1990                                                    |                                                         | 36 340                                                  | 36 340                                                  |
| 1995                                                    | 1995                                                    |                                                         | 37 868                                                  | 37 868                                                  |
| 2000                                                    | 2000                                                    |                                                         | 37 728                                                  | 37 728                                                  |
| 2005                                                    | 2005                                                    |                                                         | 39 346                                                  | 39 346                                                  |
| 2010                                                    | 2010                                                    |                                                         | 41 724                                                  | 41 724                                                  |
| Джерело: SCB                                            |                                                         |                                                         |                                                         |                                                         |

## Населені пункти
Комуні підпорядковано 10 міських поселень (tätort) та низка сільських, більші з яких:
- Ландскруна (Landskrona)
- Гельярп (Häljarp)
- Ґлумслев (Glumslöv)
- Асмундторп (Asmundtorp)
- Герслев (Härslöv)
- Аннелев (Annelöv)
- Кварлев (Kvärlöv)

## Міста побратими
Комуна підтримує побратимські контакти з такими муніципалітетами:
- Котка, Фінляндія
- Глоструп, Данія
- Виру, Естонія]
- Плохінген, Німеччина

## Галерея

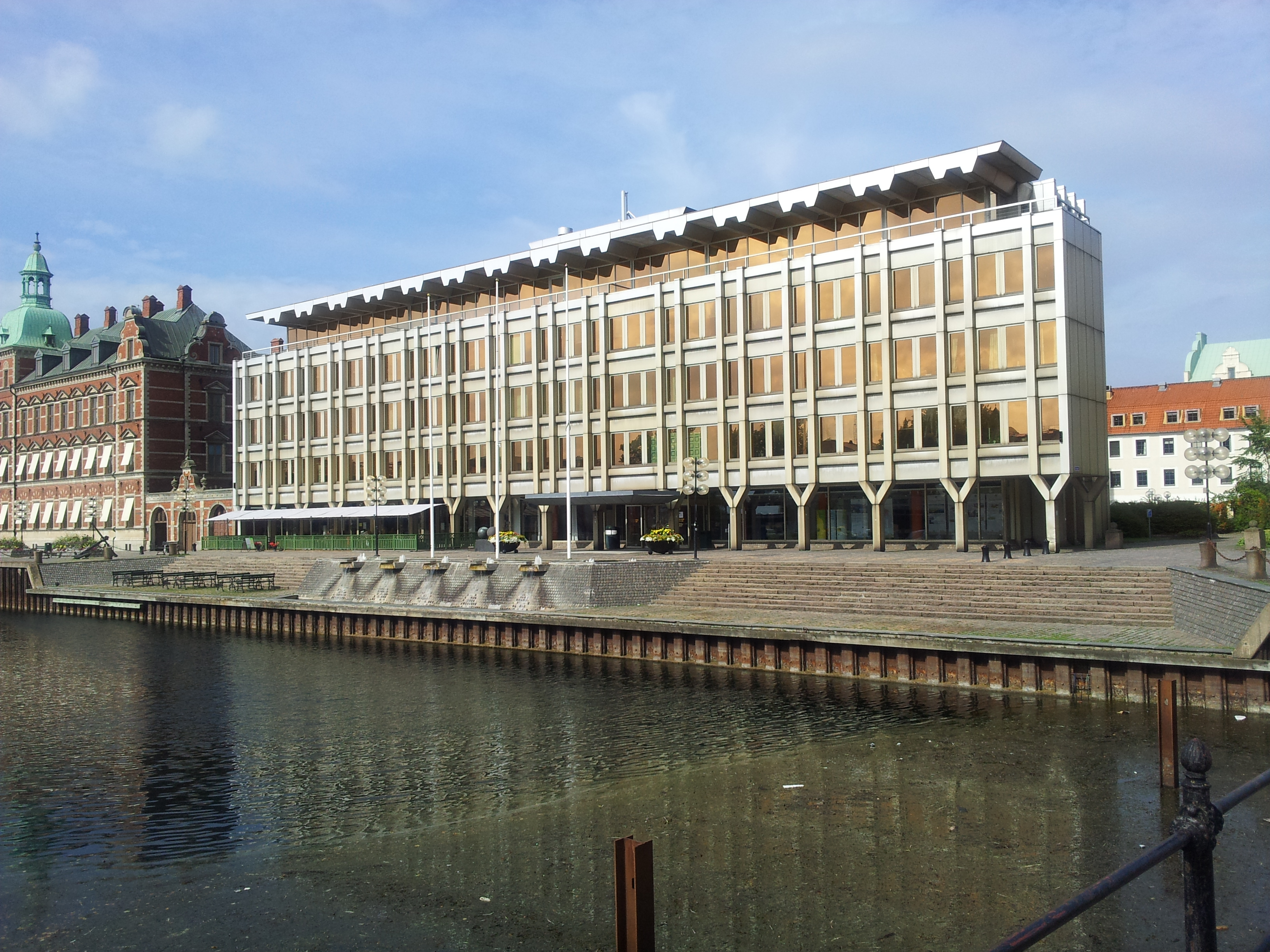
Управа комуни (Ландскруна)
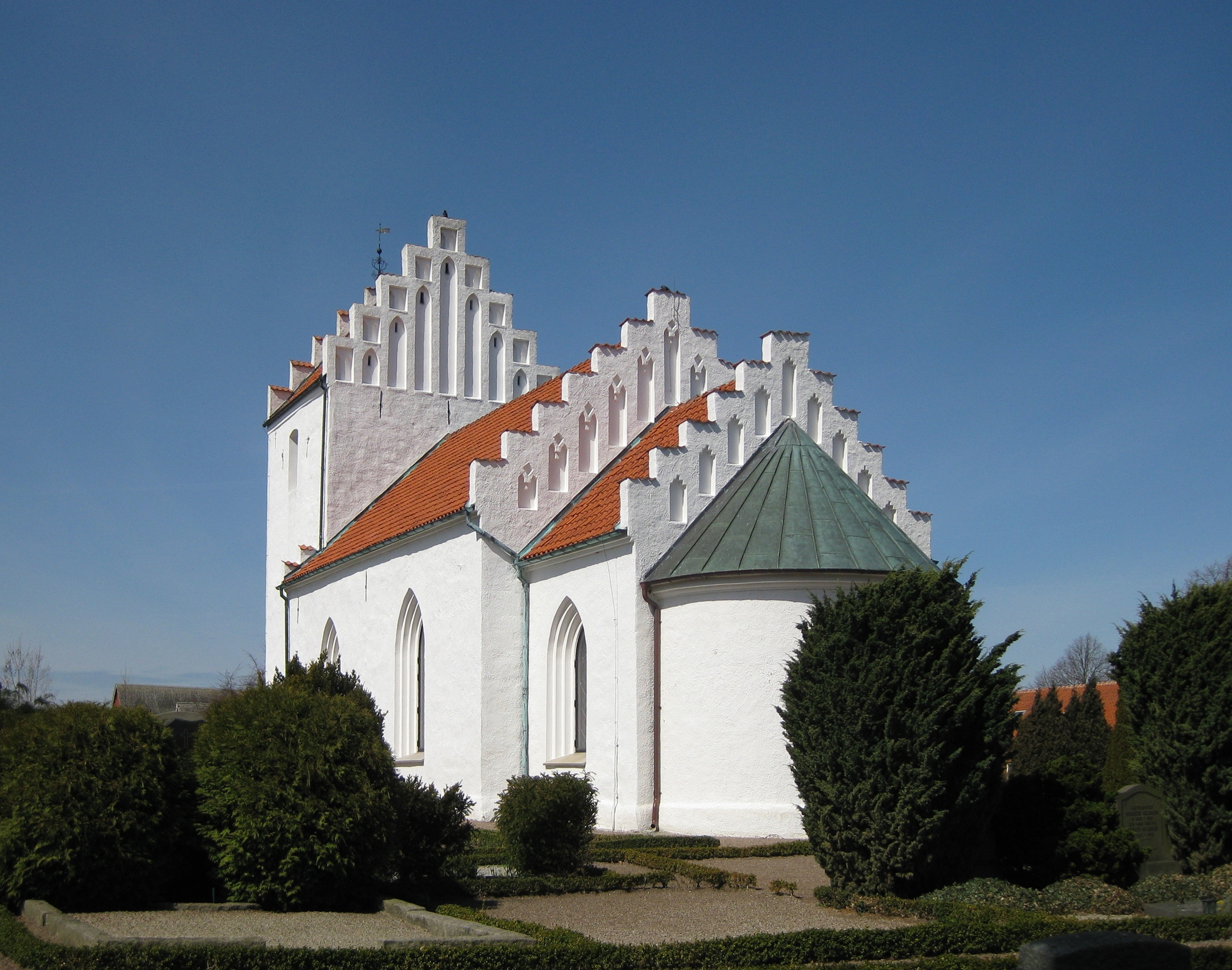
Церква (Тофта)
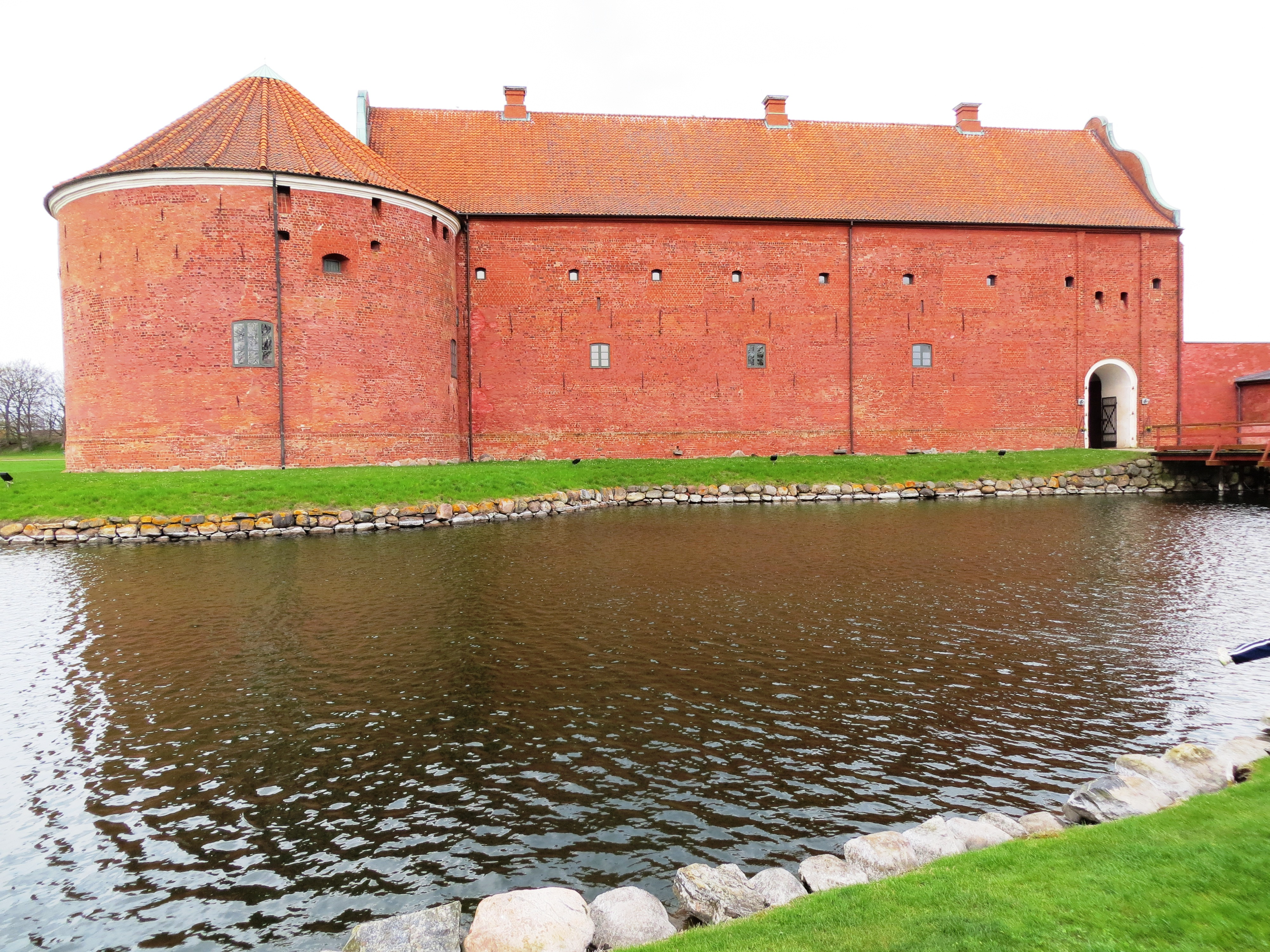
Фортеця в Ландскруні
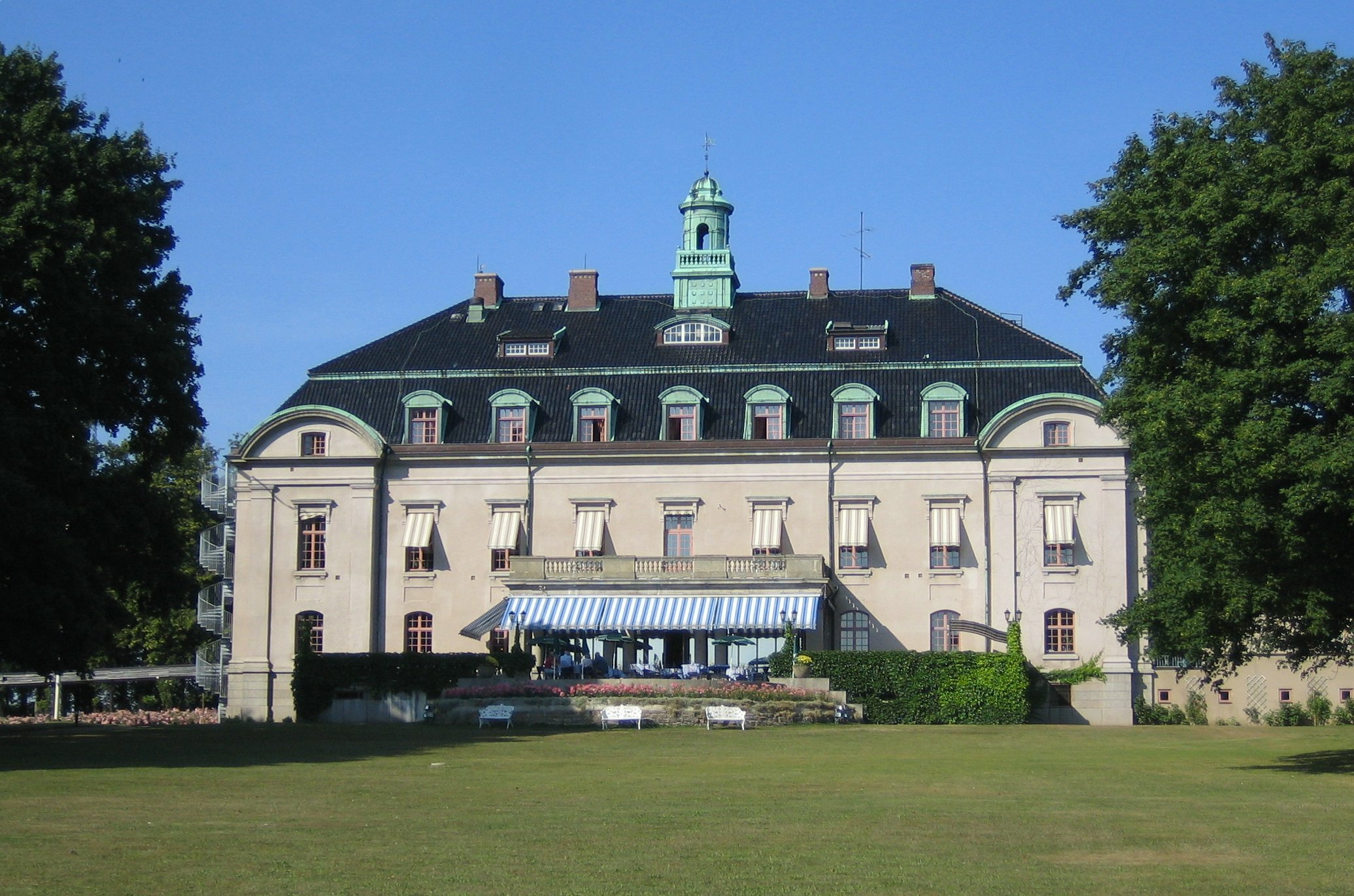
Замок Еренес

## Виноски
1. ↑  https://www.landskronadirekt.com/2016/07/13/prastasonen-som-blev-socialdemokrat/
2. ↑  https://timbro.se/smedjan/i-en-forvandlad-stad/
3. ↑  https://www.landskronadirekt.com/2023/10/09/lars-wallsten-ar-dod/
4. ↑  https://www.hd.se/2002-10-30/lars-wallsten-avgar-som-kommunalrad-i-landskrona
5. ↑  https://www.landskronadirekt.com/2007/02/03/gerd-broberg-bernstrom-gor-comeback-i-politiken-gerd-broberg-bernstrom-fp-lamnade-kommunalpolitiken-1994-och-gor-nu-gor-comeback-som-ordforande-i-byggnadsnamnden-nar-det-rader-i-det-narmaste-byggfeb/
6. ↑  Folkmangd i riket, lan och kommuner (шв.) . Центральне бюро статистики Швеції. Архів оригіналу за 20 серпня 2013. Процитовано 20 лютого 2013.